# Амалия фон Вюртемберг
Амалия Тереза Луиза Вилхелмина Филипина фон Вюртемберг (на немски: Amalie Therese Luise Wilhelmine Philippine von Württemberg; * 28 юни 1799 във Волани (Валисфурт), Клодзки окръг, Полша; † 28 ноември 1848 в Алтенбург, Германия) е херцогиня от Вюртемберг и чрез женитба херцогиня на Саксония-Алтенбург (1834 – 1848).
Тя е втората дъщеря на херцог Лудвиг фон Вюртемберг (1756 – 1817) и втората му съпруга му принцеса Хенриета фон Насау-Вайлбург (1780 – 1857), дъщеря на княз Карл Кристиан фон Насау-Вайлбург и съпругата му Каролина Оранска-Насау-Диц, дъщеря на княз Вилхелм IV Орански. Амалия е племенница на крал Фридрих I фон Вюртемберг (1754 – 1816), на Мария Фьодоровна (1759 – 1828), съпругата на руския император Павел I, и на Елизабет (1767 – 1790), съпругата на император Франц II (1768 – 1835).

Тя умира на 28 ноември 1848 г. на 49 години в Алтенбург, Германия.

## Фамилия
Амалия се омъжва на 24 април 1817 г. в Кирххайм унтер Тек за херцог Йозеф фон Саксония-Алтенбург (* 27 август 1789 в Хилдбургхаузен, † 25 ноември 1868 в Алтенбург), син на херцог Фридрих фон Саксония-Хилдбургхаузен (1763 – 1834) и принцеса Шарлота Георгина Луиза фон Мекленбург-Щрелиц (1769 − 1818). Йозеф трябва да напусне управлението по време на гражданската революция през 1848 г. Te имат шест дъщери:
- Мария (1818 – 1907), ∞ 1843 крал Георг V фон Хановер (1819 – 1878)
- Паулина (1819 – 1825)
- Тереза (1823 – 1915), не се омъжва. Неин кандидат е император Наполеон III
- Елизабет (1826 – 1896), ∞ 1852 велик херцог Петер II фон Олденбург (1827 – 1900), син на велик херцог Август фон Олденбург
- Александра (1830 – 1911), ∞ 1848 велик княз Константин от Русия (1827 – 1892), син на цар Николай I
- Луиза (1832 – 1833)